# Vaccinium praeces
Vaccinium praeces är en ljungväxtart som beskrevs av P.F. Stevens. Vaccinium praeces ingår i Blåbärssläktet, och familjen ljungväxter. Inga underarter finns listade i Catalogue of Life.